# 真岡鐵道
真岡鐵道株式會社（日语：／）是一家總部位於栃木縣真岡市的鐵路公司（日本第三部門鐵道）。該公司設有連接栃木縣和茨城縣的真岡線，該路線是由舊日本國有鐵道（國鐵）特定地方交通線接手營運的鐵路線。公司由栃木縣和沿線自治體等出資成立。

## 歷史
有關路線歷史，參見「真岡線」。
- 1987年（昭和62年）10月12日 - 公司成立[4]。
- 1988年（昭和63年）4月11日 - 由東日本旅客鐵道（JR東日本）真岡線接手，真岡線開業[4]。
- 1994年（平成6年）3月27日 - 「SL真岡（日语：SLもおか）」開始運行[4]。
- 1998年（平成10年）9月15日 - 與關東鐵道一同開始發售「常總線·真岡鐵道線共通一日自由車票（日语：常総線・真岡鐵道線共通一日自由きっぷ）」。
- 2019年（令和元年）8月8日 - 發表捐款呼籲和枕木擁有制度，[5]。

## 路線
| 中文線名 | 日文線名 | 起點 | 終點 | 距離（公里） |
| -------- | -------- | ---- | ---- | ------------ |
| 真岡線   |          | 下館 | 茂木 | 41.9         |

## 車輛
委托了沿線自治體的組織芳賀地區廣域行政事務組合和下館市（現時：筑西市），於1994年（平成6年）3月27日開設了蒸氣機車牽引列車（SL列車）「SL真岡」班次。公司擁有蒸氣機車（SL）。

### 現有車輛
- 柴油列車
  - HoOKa14形（日语：真岡鐵道モオカ14形気動車） - 在2002年（平成14年）引入，以取代HoOKa63形[6]。
- 客車
  - OHa50形、OHaFu50形（日语：国鉄50系客車） - 成為「SL茂木」客車，由JR東日本轉讓[6]。在日本國內，唯一以原形保存的50系客車。
- 蒸氣機車
  - C12 66 - 原本保存在福島縣伊達郡川俁町的川俁麓川團地（舊國鐵川俁線岩代川俁站蹟）的C12形[6]。在1999年（平成11年），NHK連續電視小說《鈴蘭》曾經出現該機車[6]。
- 柴油機車
  - DE10 1535 - 用作取代DD13 55（後述），在該機車引入前，於2004年（平成16年）8月下旬從JR東日本購入的機車[6]。用作牽引「SL真岡」作為不載客列車。「SL真岡」運輸日，該柴油機車會牽引蒸氣機車，行走於下館站至真岡站之間[6]。
- 其他車輛
  - TMC300型軌道車 - 沒有車籍，用作維護路軌和工程用的軌道車。車輛是由富士重工業製造。該軌道車也會負責搬運路軌和敷設道碴（碎石）。

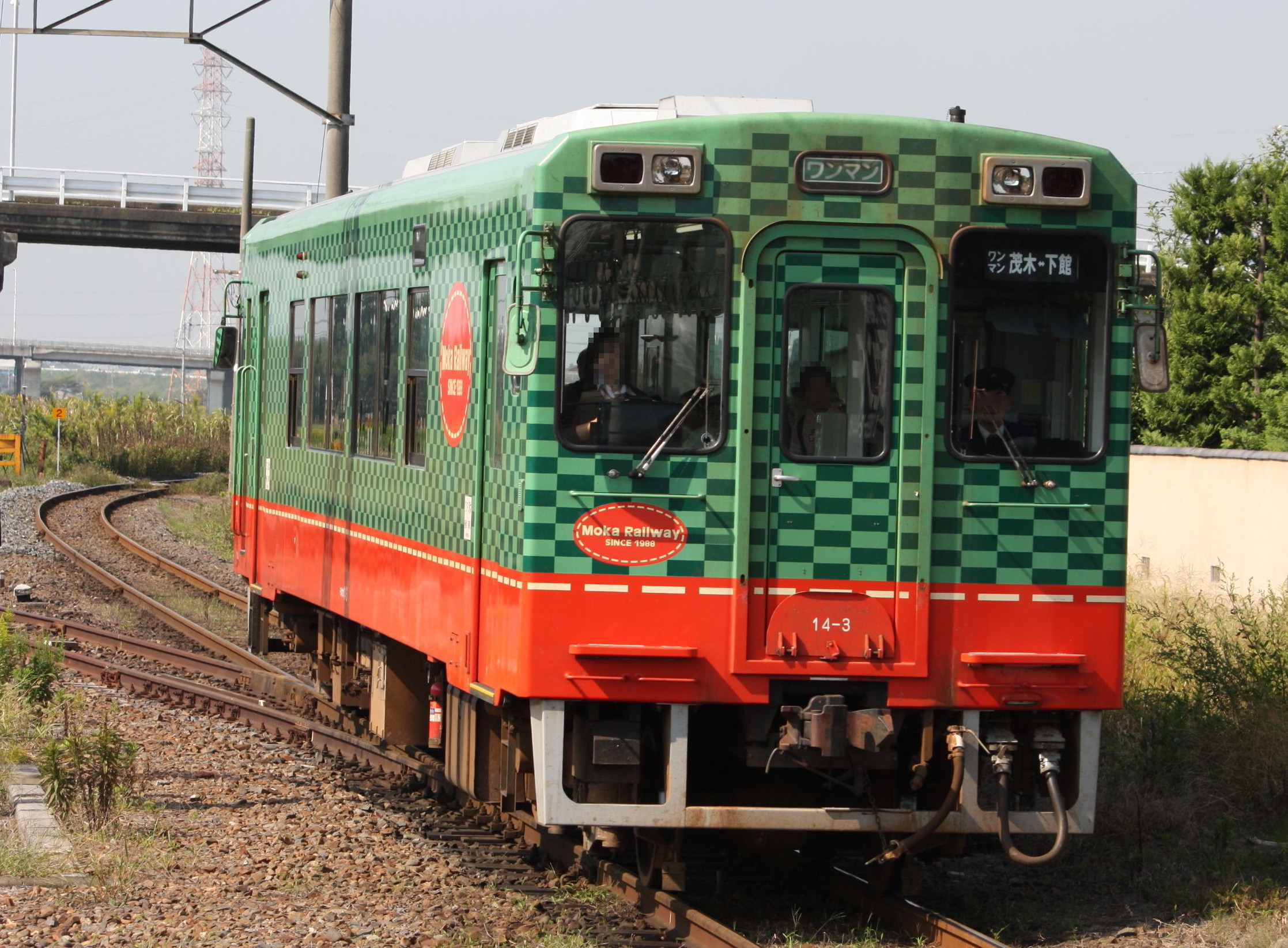
現時真岡鐵道的主力車輛——HoOKa14形
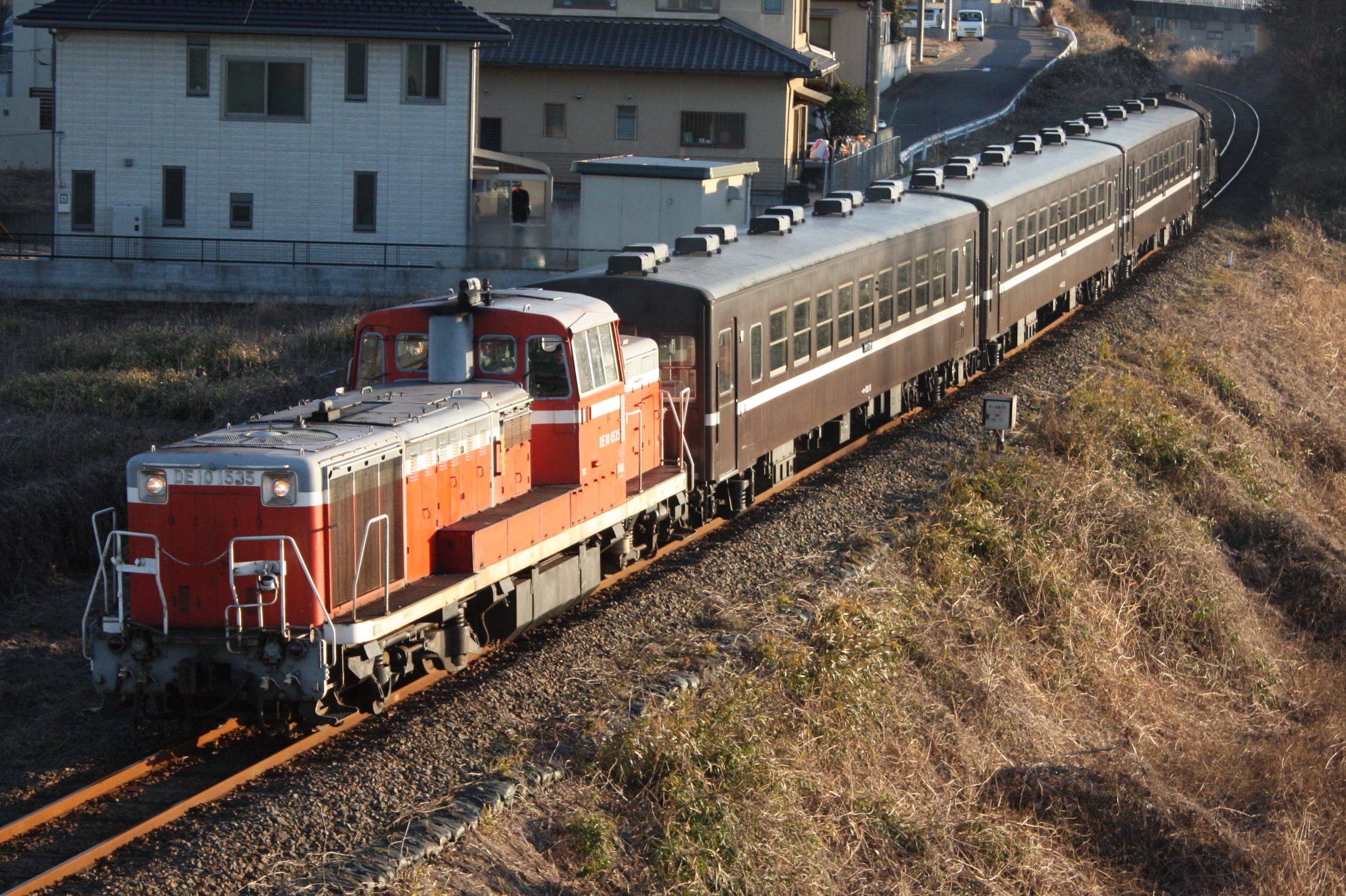
被DD13形取代的DE10 1535
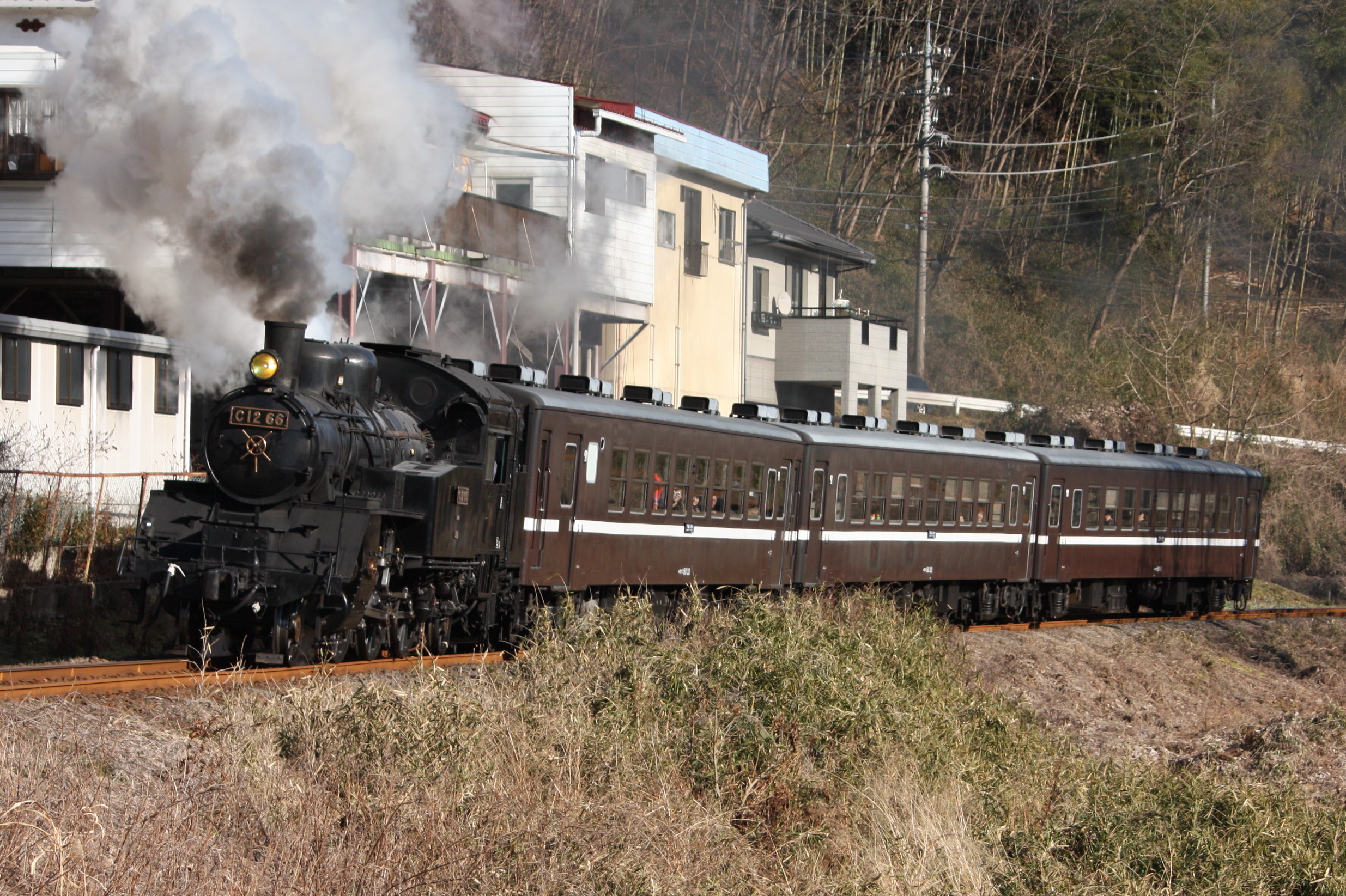
C12 66牽引「SL真岡」

### 廢止車輛
- 柴油列車
  - MoOKa63形（日语：真岡鐵道モオカ63形気動車） - 在1988年（昭和63年）路線開業時引入的輕快柴油列車（由富士重工業製造的LE-Car II）[6]。後繼車輛為MoOKa14形，MoOKa63形於2006年退役[6]。
- 蒸氣機車
  - C11 325（日语：国鉄C11形蒸気機関車#C11 325） - 原本保存在新潟縣北蒲原郡水原町（日语：水原町）（現時：阿賀野市）町立水原中學內的C11形（日语：国鉄C11形蒸気機関車）[6]。該機車除了在真岡線內行駛外，在假期會借給JR東日本，於只見線和磐越東線上行駛[6]。該機車在1946年（昭和21年）製造。在2006年（平成18年）迎接還曆，於同年12月9日至11日之間，車頭機車編號牌是改為紅色底。通常情況下車頭機車編號牌是黑色底。在2018年（平成30年），由於難以維持維護機車成本，決定中止運行，在2019年（平成31年）3月決定計劃賣給東武鐵道[7][8][9]。在2019年（令和元年）12月1日，於真岡鐵道線上執行Last Run（日语：さよなら運転）[10]。於2020年（令和2年）7月30日正式轉讓給東武鐵道[11]。
- 柴油機車 
  - DD13 55 - 在1992年（平成4年）從神奈川臨海鐵道購入DD55 4[6]。該機車用作牽引蒸氣機車（作為輔助機車）和進行回廠之用。在2004年11月行走再會班次（日语：さよなら運転）後退役[6]。

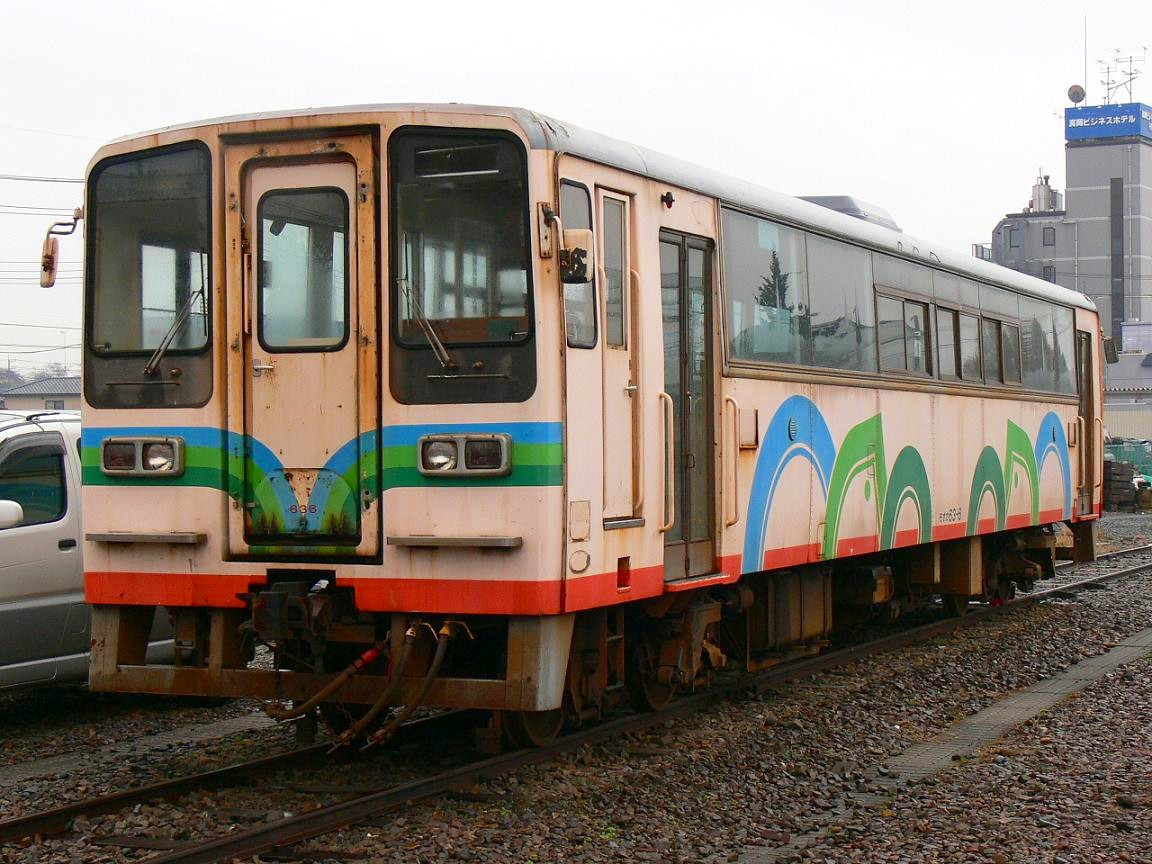
MoOKa63形
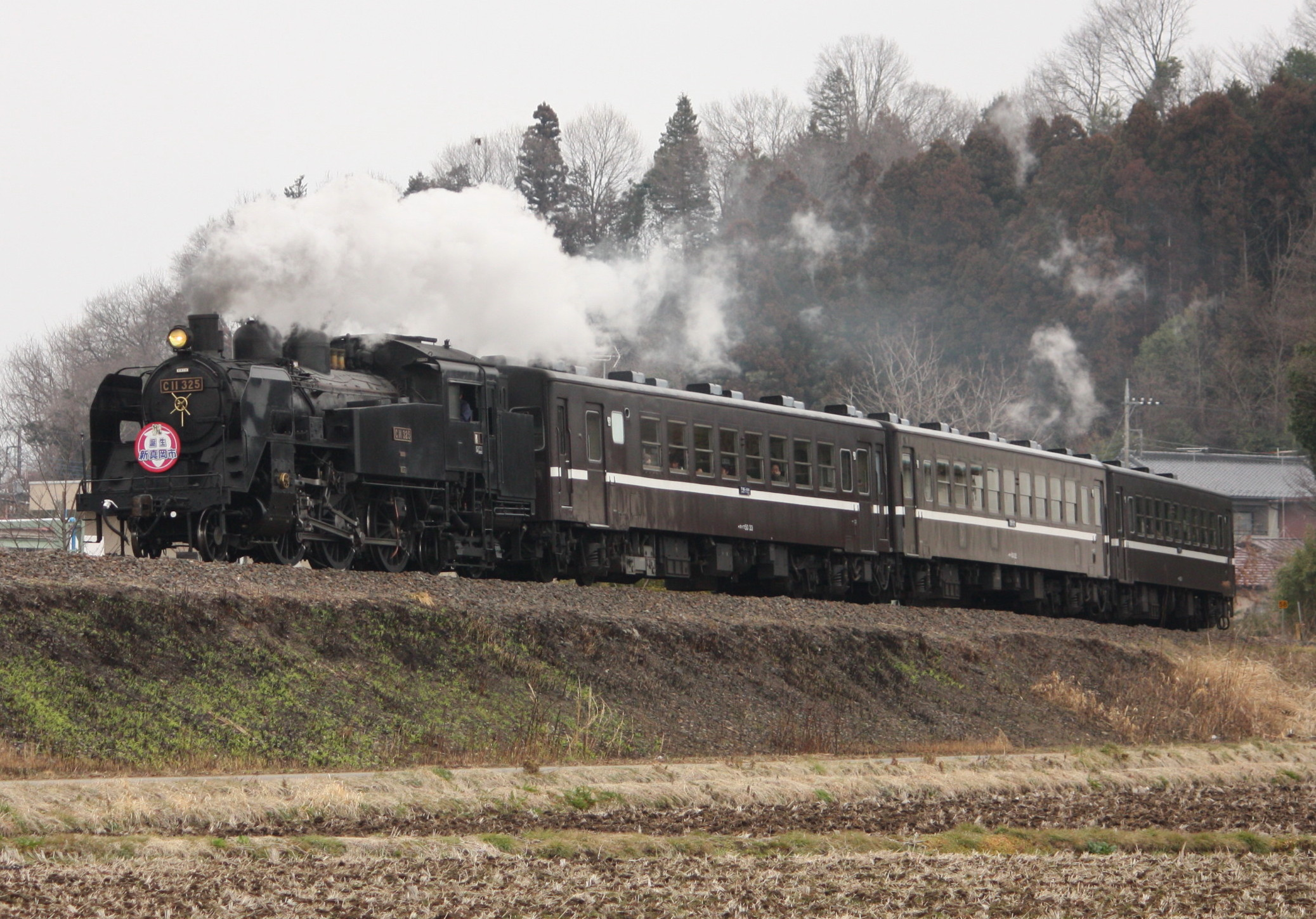
C11 325牽引「SL真岡」
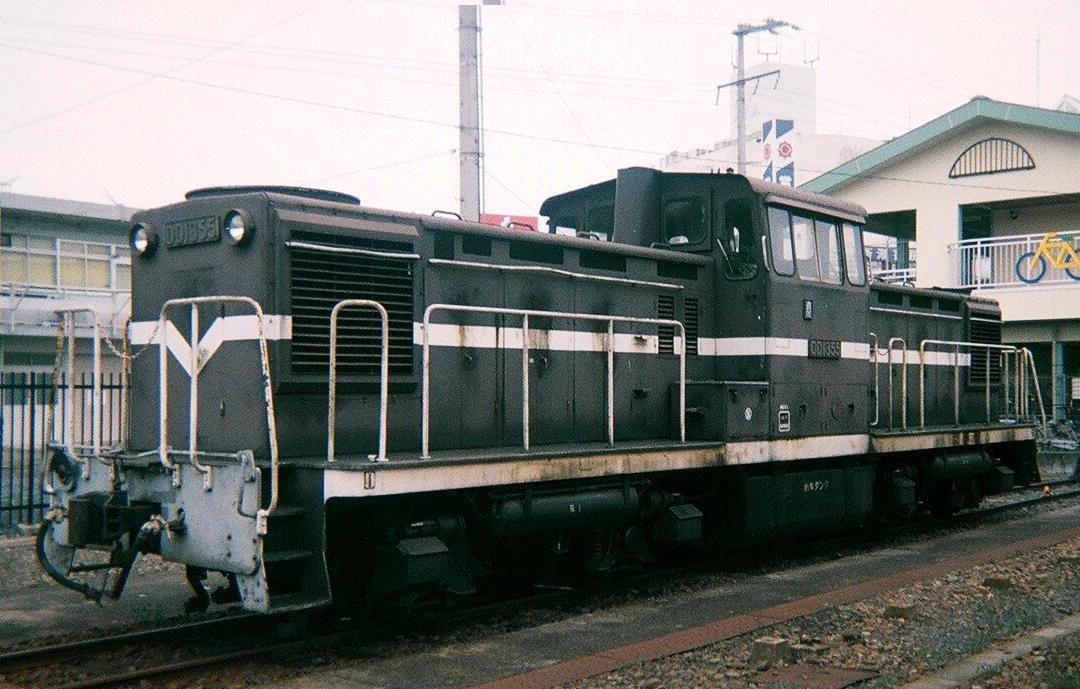
DD13 55

## 形像人物
- 綿道真岡（日语：／） - 愛稱在2020年9月於網上公開招募後決定。 「綿道」是取自真岡鐵道的愛稱，傳統產業真岡木綿而得名。而是取自真岡站的羅馬字表記「MOKA」。而「C1266（川俁號）」被成為擬人化角色[12]。

## 注腳
1. ↑  《歴史でめぐる鉄道全路線 公営鉄道・私鉄》21號 3頁
2. 1 2 3 4 5 6 7  平成30年度決算公告 （页面存档备份，存于）（日語） - 真岡鐵道
3. ↑  國土交通省鐵道局監修『鉄道要覧』令和元年度版，電氣車研究會、鐵道圖書刊行會
4. 1 2 3  《歴史でめぐる鉄道全路線 公営鉄道・私鉄》 21號 19頁
5. ↑  「枕木のオーナー制度開始 真岡鉄道 （页面存档备份，存于）」（日語） - 栃木放送（2019年8月8日）2019年8月22日參閲。
6. 1 2 3 4 5 6 7 8 9 10 11 12  《歴史でめぐる鉄道全路線 公営鉄道・私鉄》21號 31頁
7. ↑  真岡線ＳＬ １両に削減へ　６市町の運行協　経費増で維持困難、譲渡検討:栃木 （页面存档备份，存于）（日語） - 東京新聞，2019年3月13日
8. ↑  真岡鐵道のＳＬ １億2000万円で東武鉄道に譲渡へ （页面存档备份，存于）（日語） - NHK NEWS WEB，2019年3月26日
9. ↑  . FNN.jp Prime Online.   [2019-06-08]. （原始内容存档于2019-12-28） （日语）.
10. ↑  真岡鐵道でC11 325がラストラン （页面存档备份，存于）（日語） - 鐵道迷、railf.jp 鐵道新聞、2019年12月2日
11. ↑   (PDF) (新闻稿). 東武鉄道. 2020-07-20  [2020-07-20]. （原始内容 (PDF)存档于2020-07-20） （日语）.
12. ↑  讀賣新聞 栃木版 2020年11月19日 24頁

## 外部連結
- 真岡鐵道 （页面存档备份，存于）（日語）
- 芳賀地區廣域行政事務組合 （页面存档备份，存于）（日語）